# Ljuders landskommun
Ljuders landskommun var en tidigare kommun i Kronobergs län.

## Administrativ historik
När 1862 års kommunalförordningar trädde i kraft inrättades denna landskommun i Ljuders socken i Konga härad i Småland. År 1939 bröts en del av dess område ut för att tillsammans med likaledes utbrutna delar ur landskommunerna Herråkra och Hovmantorp bilda Lessebo köping.
Resterande Ljuder påverkades inte av kommunreformen 1952, utan fortlevde som egen kommun fram till 1971, då dess område gick upp i Lessebo kommun.
Kommunkoden 1952–70 var 0710.

### Kyrklig tillhörighet
I kyrkligt hänseende tillhörde kommunen Ljuders församling.

## Geografi
Ljuders landskommun omfattade den 1 januari 1952 en areal av 116,27 km², varav 107,61 km² land.

### Tätorter i kommunen 1960
I Ljuders landskommun fanns tätorten Skruv, som hade 729 invånare den 1 november 1960. Tätortsgraden i kommunen var då 39,2 procent.

## Politik

### Mandatfördelning i valen 1938–1966
|  | 10 | 14 |

| 24 |

| 12 | 8 | 2 | 3 |

| 25 |

| 2 | 9 | 10 | 2 | 2 |

| 25 |

| 2 | 10 | 9 | 2 | 2 |

| 25 |

| 12 | 7 | 2 | 4 |

| 25 |

| 11 | 7 | 2 | 5 |

| 24 |

| 12 | 13 |

| 24 |

| 11 | 7 | 2 | 5 |

| 23 |